# Gisela (Vorname)
Gisela ist ein weiblicher Vorname.

## Herkunft und Bedeutung
Der Name leitet sich aus dem althochdeutschen Wort gisal ab und bedeutet „Geisel; Bürge; Unterpfand“.

## Verbreitung
Im ausgehenden 19. Jahrhundert war Gisela ein mäßig populärer weiblicher Vorname in Deutschland. Ab der Mitte der 1910er Jahre stieg seine Beliebtheit. Von der Mitte der zwanziger Jahre bis zum Anfang der fünfziger Jahre gehörte der Name zu den zehn häufigsten des jeweiligen Jahrgangs. Mit dem Anfang der 1960er nahm seine Popularität stark ab, seit den 1970 werden kaum noch Kinder Gisela genannt.

## Namenstag
7. Mai; Gisela von Bayern, Königin von Ungarn

## Varianten
- deutsch: Gisela, Giesela
- französisch: Gisèle, Giselle
- italienisch: Gisella
- spanisch: Gisela
- skandinavisch: Silke
- ungarisch: Gizella

## Namensträgerinnen
Herrscherinnen:
- Gisela von Burgund (950/60–1007), Herzogin von Bayern, Mutter von Kaiser Heinrich II.
- Gisela von Bayern (≈985–1060), Königin von Ungarn, verheiratet mit König Stephan von Ungarn
- Gisela von Schwaben (989/90–1043), deutsche Königin und römische Kaiserin
- Gisela von Backnang (v. 1027 – v. 1050), schwäbische Adlige
- Gisela von Spiegelberg (≈1170 – n. 7. Dezember 1221), Äbtissin des Fraumünsters Zürich
- Gisela von Schlüsselberg († 1308), die erste Äbtissin des Klosters Schlüsselau
- Gisela Agnes von Rath (1669–1740), Fürstin von Anhalt-Köthen
- Gisela Louise Marie von Österreich (1856–1932), Tochter Kaiser Franz Josephs und Elisabeth von Österreich

Einzelname:
- Gisela (Äbtissin) (757–810), karolingische Prinzessin und Äbtissin der Abtei Chelles
- Gisela (Selige) (11.–13. Jh.), Einsiedlerin auf der Gislifluh bei Veltheim AG

Vorname:
- Gisela Andersch (1913–1987), deutsche Malerin, Grafikerin und Kollagekünstlerin
- Gisela von Arnim (1827–1889), deutsche Schriftstellerin
- Gisela Bär (1920–1991), deutsche Bildhauerin
- Gisela Bock (* 1941), deutsche Politikerin
- Gisela Bock (* 1942), deutsche Historikerin
- Gisela von Collande (1915–1960), deutsche Schauspielerin und Hörspielsprecherin
- Gisela Deege (1928–1997), deutsche Balletttänzerin
- Gisela Eichardt (* 1964), deutsche Bildhauerin
- Gisela Elsner (1937–1992), deutsche Schriftstellerin
- Gisela Fischdick (* 1955), deutsche Schachgroßmeisterin
- Gisela Fleckenstein (* 1962), Historikerin und Archivarin
- Gisela Fritsch (1936–2013), deutsche Schauspielerin und Synchronsprecherin
- Gisela Getty (* 1949), deutsche Fotografin, Regisseurin, Designerin und Schriftstellerin
- Gisela Heller (1929–2025), deutsche Redakteurin und Schriftstellerin
- Gisela Hoeter (1922–2010), deutsche Schauspielerin
- Gisela Jacobius (1923–2011), Überlebende des Holocaust und engagierte Zeitzeugin
- Gisela Jonas-Dialer (1929–2014), deutsche Chansonsängerin und Gastwirtin, siehe Schwabinger Gisela
- Gisela Kraft (1936–2010), deutsche Schriftstellerin und literarische Übersetzerin aus dem Türkischen
- Gisela Kurzweil (1900–1942), österreichisches Holocaustopfer
- Gisela Lindemann (1938–1989), deutsche Literaturkritikerin, Literaturwissenschaftlerin und Rundfunkredakteurin
- Gisela Mahlmann (* 1945), deutsche Fernsehjournalistin
- Gisela Marx (* 1942), deutsche Journalistin
- Gisela May (1924–2016), deutsche Schauspielerin
- Gisela Müller-Brandeck-Bocquet (* 1956), deutsche Politikwissenschaftlerin
- Gisela Niemeyer (1923–2012), deutsche Juristin, Richterin am Bundesfinanzhof sowie am Bundesverfassungsgericht
- Gisela Oechelhaeuser (* 1944), deutsche Kabarettistin
- Gisela Pekrul (* 1944), deutsche Verlegerin, Autorin und Herausgeberin
- Gisela von Poellnitz (1911–1939), deutsche Journalistin und Widerstandskämpferin
- Gisela Pulido (* 1994), spanische Kitesurferin
- Gisela Reißmann (1920–2009), deutsche Synchronsprecherin und Schauspielerin
- Gisela Schertling (1922–1994), deutsche Katechistin und Teil des Freundeskreises der Widerstandsgruppe Weiße Rose
- Gisela Schlüter (1914–1995), deutsche Kabarettistin und Schauspielerin
- Gisela Schneeberger (* 1948), deutsche Kabarettistin und Schauspielerin
- Gisela Stammer (* 1952), deutsche Lehrerin und Schriftstellerin
- Gisela Stein (1924–2005), US-amerikanische Literaturwissenschaftlerin
- Gisela Stein (1934–2009), deutsche Schauspielerin
- Gisela Steinhauer (* 1960), deutsche Moderatorin
- Gisela Stuart (* 1955), britische Politikerin
- Gisela Trowe (1922–2010), deutsche Schauspielerin und Synchronsprecherin
- Gisela Uhlen (1919–2007), deutsche Schauspielerin
- Gisela Vetter-Liebenow (* 1959), deutsche Kunsthistorikerin und Kuratorin
- Gisela Wessel (1930–2020), deutsche Schauspielerin
- Gisela Widmer (* 1958), Schweizer Autorin, Kolumnistin und Radiofrau
- Gisela Zoch-Westphal (1930–2023), deutsch-schweizerische Schauspielerin und Rezitatorin